# Virginia Slims of Tulsa 1986
Il Virginia Slims of Tulsa 1986 è stato un torneo di tennis giocato sul cemento. È stata la 2ª edizione del torneo, che fa parte del Virginia Slims World Championship Series 1986. Si è giocato a Tulsa negli Stati Uniti, 22 al 28 settembre 1986.

## Campionesse

### Singolare
Lori McNeil ha battuto in finale  Beth Herr con il punteggio di 6–0, 6–1

### Doppio
Camille Benjamin /  Dinky Van Rensburg  Svetlana Černeva /  Larisa Neiland con il punteggio di 7–6, 7–5